# A.C. Carpi
L'A.C. Carpi, meglio noto come Carpi, è una società calcistica italiana con sede nella città di Carpi. Milita in Serie C, la terza divisione del campionato italiano. 
Fondata nel 2021 come Athletic Carpi e rinominata nel 2022, prosegue de facto la tradizione sportiva iniziata nel 1909 con la denominazione Società Calcistica Jucunditas Carpi, diventata nel 1919, dopo la Grande Guerra, Associazione Calcio Carpi. Il club fu poi ulteriormente rifondato nel 2000 con il nome Carpi Calcio, poi cambiato nel 2002 in Carpi Football Club 1909, società poi fallita nel 2021.
In 110 anni di storia ha disputato un campionato di massima serie italiana, 11 di secondo livello, 34 di terzo, 28 di quarto e 16 di quinto. Nel 2012-2013 la squadra ha conseguito la prima promozione in Serie B della propria storia, a cui è seguita nel 2014-2015 la prima promozione in Serie A, risultando attualmente una delle tre squadre, insieme a Treviso e Pistoiese, ad aver disputato una sola edizione del campionato di massima serie dall’inizio del girone unico nel 1929.
Nella loro storia, a livello nazionale, gli emiliani hanno vinto un campionato di Seconda Divisione, uno di Serie B, uno di Serie C, uno di Lega Pro Seconda Divisione e quattro di Serie D; a livello regionale vantano, invece, la vittoria di un torneo di Promozione, uno di Prima Divisione e due di Prima Categoria.
La squadra gioca le proprie partite casalinghe allo stadio Sandro Cabassi di Carpi. I colori sociali sono il bianco (oggi prevalente sulla prima maglia ufficiale) e il rosso, da cui il soprannome Biancorossi; il soprannome dialettale della società, nonché propriamente nome della città di Carpi in dialetto carpigiano, è Chèrp.

## Storia

### Dalle origini agli anni 1920
Il Club è stato fondato nell'estate del 1909 dallo studente Adolfo Fanconi come Jucunditas (dal latino = "felicità") iniziando poi le attività ufficiali il 19 ottobre dell'anno stesso, per cambiare denominazione in Associazione Calcio Carpi dopo la fine della Prima guerra mondiale. La prima sede ufficiale fu il "Caffè degli Svizzeri", in Piazza Vittorio Emanuele (attuale Piazza Martiri) nello stabile che il padre di Adolfo Fanconi, Riccardo, vendette qualche anno dopo a Dorando Pietri, rientrato dall'America.
Dopo alcuni anni di attività a carattere occasionale, nel 1913-1914 lo Jucunditas partecipò al suo primo campionato ufficiale, quello emiliano-veneto di Promozione, piazzandosi alle spalle dell'Audax Modena. L'anno successivo vinse il girone e perse la finale contro il Verona. La guerra sospese i campionati fino al 1919, ma quando i campionati ripresero, la società emiliana, che nel frattempo aveva assunto la denominazione di A.C. Carpi, venne ammessa al campionato di Prima Categoria, la massima serie dell'epoca. A quell'epoca la Prima Categoria era strutturata in campionati regionali: le migliori due di ogni raggruppamento eliminatorio regionale si sarebbero qualificate alla fase nazionale che metteva in palio lo scudetto. A causa del dominio in campo regionale di società di alto valore quali Bologna e Modena, tuttavia, il Carpi non riuscì mai a superare la fase regionale, classificandosi 4º nel girone unico emiliano nel 1919-1920 e 5º e ultimo nel girone A emiliano nel 1920-1921. Proprio in virtù dell'ultimo posto nel 1920-1921, avrebbe dovuto retrocedere in Promozione, ma fu successivamente ripescato.

Il Carpi della stagione 1922-1923, finalista per il titolo onorifico di Seconda Divisione.

Nemmeno l'assenza delle 24 maggiori società italiane dal campionato FIGC 1921-1922 per protesta (cfr. Progetto Pozzo e Prima Divisione 1921-1922) portò giovamento alla società emiliana: nonostante l'assenza delle grandi regionali (Bologna, Modena e Mantova), che avevano deciso di disputare il campionato della C.C.I., il Carpi non riuscì a qualificarsi al girone finale emiliano, chiudendo al secondo posto nel girone B a pari merito con la SPAL e dietro alla Virtus Bologna, ma perdendo il conseguente spareggio qualificazione con la SPAL (a Bologna, 15 gennaio 1922: Spal-Carpi 3-1). Nel frattempo il Carpi partecipò alla prima edizione della Coppa Italia ma fu eliminato al secondo turno. Il Compromesso Colombo, che portò alla riunificazione dei campionati (nel 1921-1922 si disputarono infatti due campionati: quello FIGC e quello CCI), sancì la riduzione della Prima Divisione Nord a sole 36 squadre e la retrocessione a tavolino di diverse società, tra cui proprio il Carpi, nel nuovo campionato cadetto di Seconda Divisione.
Retrocesso, il Carpi disputò nella stagione 1922-1923 un ottimo campionato: vincendo il girone D della Seconda Divisione Nord, si qualificò ai gironi di semifinali: vincendo anche la semifinale B disputata contro Atalanta ed Edera Pola, perse la finale per il titolo contro la Biellese (0-1 e 1-1). Nonostante il secondo posto assoluto nel campionato cadetto, non venne tuttavia promosso in massima serie per il blocco delle promozioni resosi necessario per la riduzione dei ranghi della Prima Divisione da 36 a 24 squadre per l'Italia Settentrionale. Nelle stagioni successive la società non riuscì più a trovare lo slancio giusto per lottare per la promozione, ma riuscì a rimanere nel campionato cadetto (ribattezzato Prima Divisione nel 1926) fino al 1928. Nel 1926-1927 prese parte alla seconda edizione della Coppa Italia, qualificandosi agli ottavi di finale eliminando al secondo turno l'Oderzo, al terzo turno la US Milanese e ai sedicesimi la Carrarese. Gli ottavi di finale non vennero però mai disputati perché la competizione fu annullata per mancanza di date disponibili.
Nel 1928-1929 la FIGC decise di attuare la riforma del girone unico: il torneo di massima serie a due gironi, la Divisione Nazionale, si sarebbe scisso a partire dalla stagione 1929-1930 in due serie: la Divisione Nazionale Serie A (o semplicemente Serie A) e la Divisione Nazionale Serie B (o semplicemente Serie B). Il campionato nazionale di Prima Divisione venne dunque declassato a terzo livello della scala dei valori federali.

### Gli anni 1930 e 1940
Il Carpi disputò quindi diversi campionati di Prima Divisione, con piazzamenti incostanti: nel 1930-1931 e nel 1933-1934 arrivò addirittura la retrocessione sul campo in Seconda Divisione emiliana, anche se in entrambi i casi il Carpi fu successivamente riammesso in Prima Divisione per allargamento quadri. A partire dalla stagione 1935-1936 la FIGC decise di trasformare la Prima Divisione in Serie C (o per usare il nome completo Divisione Nazionale Serie C): solo le migliori sei di ogni girone di Prima Divisione 1934-1935 si sarebbero qualificate al nuovo campionato di Serie C, mentre le rimanenti sarebbero state declassate nel nuovo campionato di Prima Divisione Regionale: il Carpi non riuscì a salvarsi (ovvero a qualificarsi alla Serie C), retrocedendo in Prima Divisione emiliana.
Nella stagione 1935-1936 vinse tuttavia il campionato emiliano di Prima Divisione, venendo promosso in Serie C. Seguirono una serie di stagioni altalenanti nelle quali la squadra ottenne salvezze sofferte: nella stagione 1937-1938 arrivò addirittura la retrocessione in Prima Divisione sul campo, ma il Carpi fu successivamente ripescato. Nei medesimi anni il Carpi prese parte a diverse edizioni della Coppa Italia, non riuscendo però a superare i primi turni eliminatori.
I campionati migliori dell'anteguerra furono quello 1940-1941 e quello 1942-1943, entrambi conclusisi con il 5º posto nel proprio girone di Serie C. I campionati continuarono fino alla stagione 1942-1943, anno in cui la guerra costrinse la FIGC alla necessaria sospensione dell'attività ufficiale.
Il primo campionato del dopoguerra vide il Carpi ancora in Serie C: nel 1945-1946 la società emiliana vinse il girone I gestito della Lega Nazionale Alta Italia, ma fu escluso dalle finali per la promozione in Serie B a causa di un presunto — e mai dimostrato — tentativo di corruzione nei confronti dei giocatori del Finale Emilia. Nei campionati successivi il Carpi attraversò un periodo di crisi di risultati e a ciò si aggiunse la decisione della FIGC di ridurre la Serie C da 18 a 3 gironi (poi ampliati a 4) a partire dalla stagione 1948-1949: ciò avrebbe significato che tra le partecipanti alla Serie C 1947-1948 solo le vincenti dei gironi si sarebbero salvate, quelle tra la 2ª e la 11ª posizione sarebbero state declassate nel neocostituito campionato interregionale di Promozione, mentre le peggio piazzate ancora sarebbero state retrocesse in Prima Divisione Regionale. Nel 1947-1948 il Carpi non fu mai in lotta né per confermarsi in Serie C, né tantomeno limitare i danni venendo ammessa alla Promozione: con un disastroso 16º posto nel girone A della Serie C, venne retrocesso direttamente in Prima Divisione emiliana.
Nei due campionati successivi il Carpi disputò il campionato di Prima Divisione emiliana, centrando la promozione in Promozione al termine della stagione 1949-1950.

### Dagli anni 1950 agli anni 1980
Nei due campionati successivi ottenne due terzi posti consecutivi nel girone G di Promozione, lottando per la promozione in Serie C nel primo caso e riuscendo invece a qualificarsi al nuovo campionato di IV Serie nel secondo caso. Dopo tre stagioni in cui il Carpi chiuse a metà classifica in IV Serie, al termine della stagione 1955-1956 arrivò la retrocessione in Promozione emiliana, ma il Carpi venne poi ripescato in luogo di un club di Marano Vicentino. Tre anni dopo (1958-1959), tuttavia, il Carpi retrocedette di nuovo in Prima Categoria emiliana e questa volta non intervenne un ripescaggio a salvare il club dalla retrocessione. In Prima Categoria emiliana il Carpi rimase per tre stagioni, per poi tornare in Serie D al termine della stagione 1961-1962. Dopo un campionato di ambientamento (7º posto nel girone C della Serie D), nel 1963-1964 arrivò la promozione in Serie C, grazie alla vittoria del girone C della Serie D dopo vittoria nello spareggio promozione col Bolzano.

Il Carpi 1973-1974.

Tra il 1964 e il 1966 disputò il campionato di Serie C, salvo poi ritornare in Serie D. Per avere un ritorno nella terza serie nazionale si dovrà attendere il 1974-1975, ma il ventesimo posto finale coinciderà con una nuova retrocessione in D.
Le stagioni che vanno dall'1982-1983 all'1986-1987 vide il Carpi, militante in Serie D, sfiorare la promozione in Serie C, uscendo sempre beffata da squadre come Sassuolo, Orceana, Suzzara e Sarzanese.
Nella stagione 1986-1987 c'è la fusione con l'Athletic Carpi, un'altra squadra cittadina, in quel momento in Promozione. La stagione 1987-1988 vide il Carpi, allenato da mister Cresci, arrivare secondo in classifica dietro il Cecina, ma venne ripescata in serie C2 per meriti sportivi e solidità economica della società. La squadra fu affidata ad Ugo Tomeazzi e nella stagione 1988-1989 riuscì (anche grazie alla striscia di risultati utili consecutivi, 21) ad arrivare seconda dietro al Chievo e ad essere promossa in Serie C1.

### Gli anni 1990 e 2000

Il Carpi 1991-1992.

Dal 1989 al 1999 il Carpi disputa il campionato di Serie C1. Dal 1989-1990 al 1991-1992 la squadra è allenata da Tomeazzi che la porta a tre salvezze (un ottavo, un tredicesimo e un nono posto). Nel 1992-1993 arriva sulla panchina biancorossa Ciaschini ma, dopo una buona partenza, la squadra retrocede. Nell'estate del 1993 però viene ripescata e inizia un nuovo ciclo con Gianni De Biasi in panchina che vedrà il Carpi arrivare a metà classifica per tre anni di fila e mettere in mostra giocatori come Emanuele Cancellato e Luigi Beghetto.
Nel 1996-1997 arriva sulla panchina del Carpi Luigi De Canio. Questa stagione si rivelerà tra le migliori dei biancorossi: guidati dal promettente Marco Materazzi, autore di 7 gol nel girone d'andata, la squadra si trova prima in classifica, ma il recupero del Treviso e la vendita da parte della società di due giocatori essenziali come Matteo Pivotto e lo stesso Materazzi porteranno ad un inevitabile calo. Alla fine della stagione regolamentare, grazie anche ai 13 gol di Cristiano Masitto, si classificò al terzo posto con conseguente possibilità di disputare i play-off. Dopo aver eliminato il Saronno nella doppia semifinale, gli emiliani si trovarono di fronte il Monza forti del migliore piazzamento in campionato e quindi con la possibilità di essere promossi in serie B anche in caso di pareggio alla fine dei tempi regolamentari. La finale fu giocata sul campo neutro di Ferrara e, nonostante la spinta di 5 000 tifosi carpigiani al seguito, vide la vittoria del Monza (nelle cui file militavano Antonino Asta, Christian Abbiati e Omar Milanetto) per 3-2.

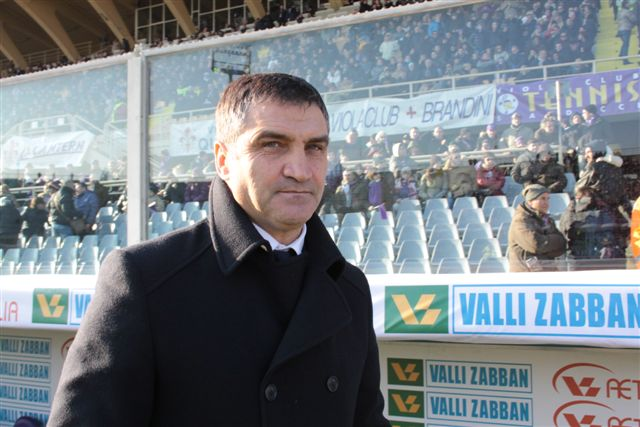
Luigi De Canio, allenatore del Carpi nella stagione 1996-1997.

Gli anni successivi videro un disimpegno economico da parte della società. Nel 1997-1998 la squadra, guidata da Walter De Vecchi arrivò a metà classifica ma nella stagione 1998-1999 e in quella successiva, 1999-2000, la squadra si classificò ultima, dapprima in C1 e poi in C2.
Nel 2000, dopo un'annata in Serie C2 culminata con la retrocessione nei Dilettanti, l'Associazione Calcio Carpi fallisce. Nasce così il Calcio Carpi, che verrà iscritto al campionato di Eccellenza. La prima stagione vide il Carpi giocare nel girone romagnolo e concludere la stagione al decimo posto. 
La stagione successiva, 2001-2002, si svolgerà in pieno travaglio societario. La squadra disputa un campionato di vertice, ma la società rischia un nuovo fallimento in corso d'anno. Sarà un imprenditore della vicina Mirandola, Franco Cavicchioli, a rilevare l'attività sportiva del Carpi Calcio (assorbita dal nascente Carpi Fc 1909) ad inizio 2002 e a permettere così ai ragazzi guidati da Raffaello Papone di centrare il secondo posto nel girone emiliano dell'Eccellenza e, grazie alle vittorie negli spareggi nazionali contro Massalombarda e Sacilese, di tornare in Serie D.
Da allora la nuova società, con Fausto Salami alla presidenza, milita in Serie D, disputando sempre campionati in cui arriva a metà classifica. Nell'estate del 2009, l'intera compagine proprietaria della seconda squadra cittadina, la Dorando Pietri (già Kennedy, neopromossa in Serie D), entra nel Carpi Fc 1909. Come negli anni 1980, la fusione inaugura subito un nuovo ciclo vincente. Al termine del campionato successivo, 2009-2010, i carpigiani, sotto la guida di Giancarlo D'Astoli, giungono secondi nel girone D alle spalle del Pisa e maturano il diritto a disputare i play-off. L'avventura termina rocambolescamente a Pianura, dove i locali ribaltano il 5-0 dell'andata con un incredibile 8-2. Il risultato sportivo consente comunque, il 4 agosto 2010, il ripescaggio Lega Pro Seconda Divisione (la ex-C2). Il Carpi torna così a calcare i campi professionistici dopo dieci anni di assenza.

### Gli anni 2010
La stagione 2010-2011 in Seconda Divisione si conclude con la vittoria del proprio girone e la promozione in Prima Divisione, dopo essere rimasti in testa alla classifica per 29 giornate su 30 e aver resistito alla tentata rimonta della Carrarese fino all'ultima giornata. Il Carpi arriva inoltre secondo in Coppa Italia Lega Pro perdendo entrambe le finali contro la Juve Stabia (a fine stagione promossa in Serie B dopo aver vinto i play-off di Prima Divisione), dopo aver vinto in semifinale sul campo della Nocerina, che al termine della stagione vincerà il campionato di Prima Divisione, ottenendo la promozione in Serie B.
A fine stagione, insieme a Tritium e Latina, vincitrici rispettivamente del girone A e del girone C, il Carpi ha preso parte alla Supercoppa di Lega Pro di Seconda Divisione, come vincitrice del girone B. La prima sfida, tra Latina e Tritium, terminò col punteggio di 0-1. La seconda sfida vide impegnati allo stadio Giglio di Reggio Emilia Carpi e Latina; il Carpi si impose per 1-0. Il 28 maggio la sfida decisiva tra Tritium e Carpi, disputata a Trezzo sull'Adda, si concluse a reti inviolate. La Supercoppa fu vinta dalla Tritium grazie alla differenza reti in gare esterne.

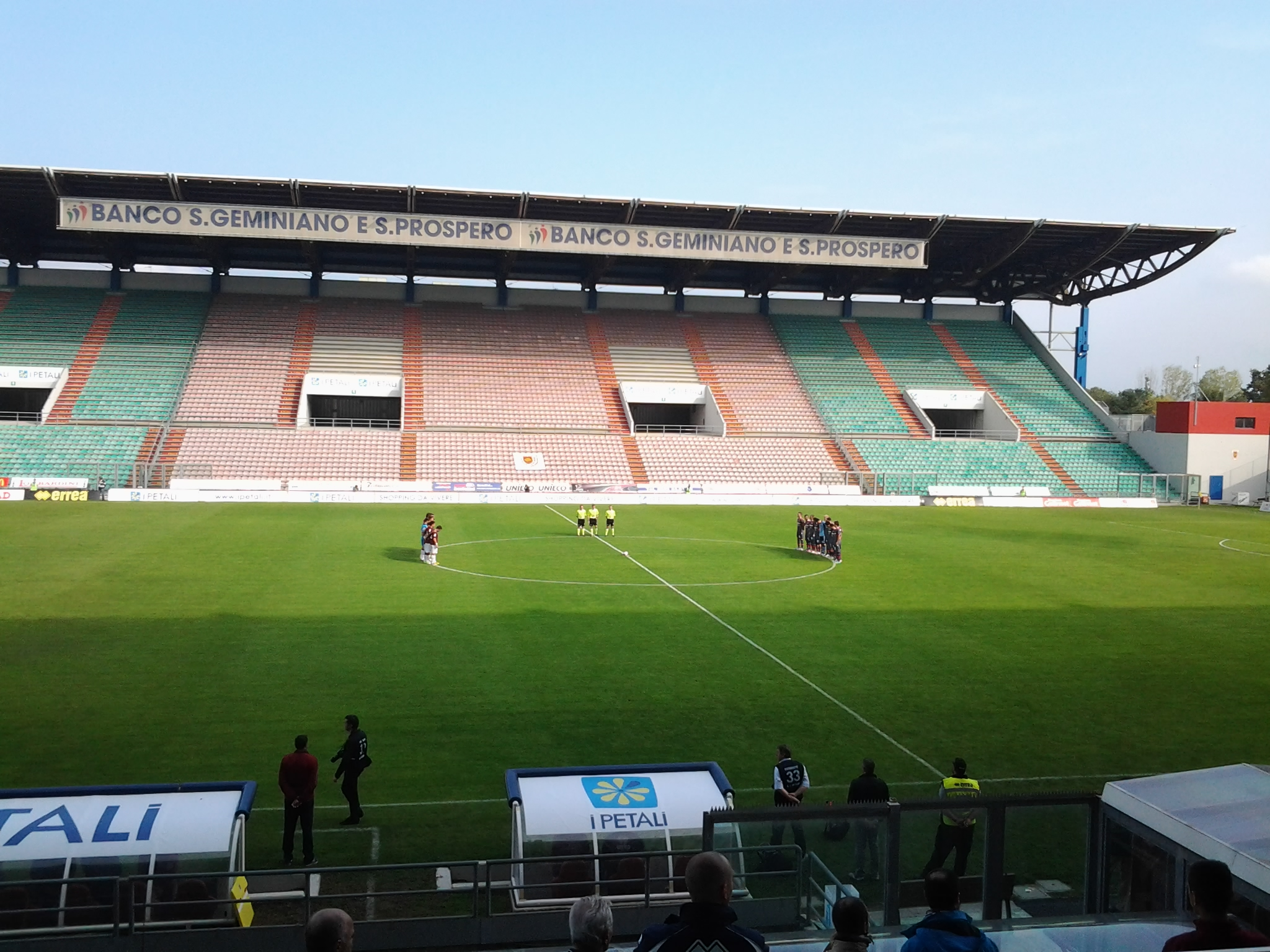
Panoramica dell'allora stadio Giglio, impianto che ha ospitato il Carpi nella stagione 2011-2012.

Nella stagione 2011-2012 il Carpi torna a giocare in terza serie, adesso Prima Divisione, dopo dodici anni dall'ultima presenza. A causa dei lavori di ristrutturazione dello stadio Sandro Cabassi, i biancorossi devono giocare tutta la regular season allo stadio Giglio di Reggio Emilia. Il Carpi inizia il campionato vincendo le prime tre partite (compreso lo 0-3 a tavolino contro il Viareggio) e si ritrova in testa alla classifica. Ma dopo un pareggio e tre sconfitte consecutive, che fanno perdere il primato al Carpi, il tecnico Massimiliano Maddaloni viene esonerato. Al suo posto arriva Egidio Notaristefano che conduce il Carpi al terzo posto finale, valevole per la qualificazione ai play-off. Superato il Sorrento in semifinale (vittoria 1-0 in trasferta e sconfitta 0-1 in casa), il Carpi incontra in finale la Pro Vercelli. Lo 0-0 esterno dell'andata sembra favorire il Carpi, ma al ritorno i biancorossi perdono a sorpresa 3-1 al Braglia di Modena e vedono infrangersi il sogno della Serie B.

Fabio Brini, allenatore della prima, storica promozione in B.

La stagione 2012-2013 viene disputata davanti al pubblico del Cabassi, restaurato e messo a norma per la categoria. Dopo la delusione dell'annata precedente, la panchina viene affidata alla coppia Tacchini-Cioffi e sorprendentemente il Carpi è primo alla fine del girone d'andata. Ma un solo punto nelle prime sei partite del girone di ritorno fa uscire i biancorossi addirittura dalla zona play-off. La coppia Tacchini-Cioffi viene così esonerata e al loro posto arriva l'esperto Fabio Brini che ridà identità e gioco al Carpi, che chiude il campionato al terzo posto qualificandosi per il secondo anno consecutivo ai play-off. In semifinale gli emiliani eliminano il Südtirol, vincendo 2-1 in trasferta e pareggiando 2-2 in casa. La finale è contro il favorito Lecce, retrocesso un anno prima dalla Serie A per illecito sportivo: la gara di andata è vinta 1-0 dal Carpi grazie al gol di Mehdi Kabine, mentre nella sfida di ritorno in Puglia il Lecce si porta in vantaggio ma è raggiunto dal pareggio dello stesso Kabine al 74', risultato che promuove i biancorossi emiliani in Serie B.
La stagione 2013-2014 verrà ricordata come la prima storica in Serie B. Affidata la panchina a Stefano Vecchi, la squadra vede partire Perini e Arma, due pilastri della promozione, sostituiti da giocatori di esperienza quali Filippo Porcari e Alessandro Sgrigna, e giovani promesse come Simone Romagnoli e Jerry Mbakogu. Il debutto fra i cadetti, non felice, vede una sconfitta sul campo di Terni, mentre la prima vittoria stagionale arriva alla terza giornata, un 2-0 allo Spezia con reti di Concas e Inglese. I biancorossi chiudono il girone d'andata all'ottavo posto, ma a metà marzo arriva l'esonero di Vecchi dopo varie settimane contrassegnate da risultati non particolarmente positivi. Il nuovo allenatore, Giuseppe Pillon, porta il Carpi a una tranquilla salvezza, chiudendo il suo primo torneo di B al dodicesimo posto.
La stagione 2014-2015 vede gli emiliani giocare ancora in serie cadetta, ora con Fabrizio Castori in panchina, teorico del 4-4-1-1 e del calcio verticale. Contro ogni pronostico, alla fine del girone di andata i biancorossi sono al comando con 9 punti di margine sul Bologna (eguagliando il primato del Palermo nel campionato 2013-14). La cavalcata solitaria prosegue anche nel girone di ritorno, tanto da portare i biancorossi a una storica promozione con ben quattro giornate di anticipo. Il risultato che dà la certezza della salita in Serie A è lo 0-0 casalingo contro il Bari.

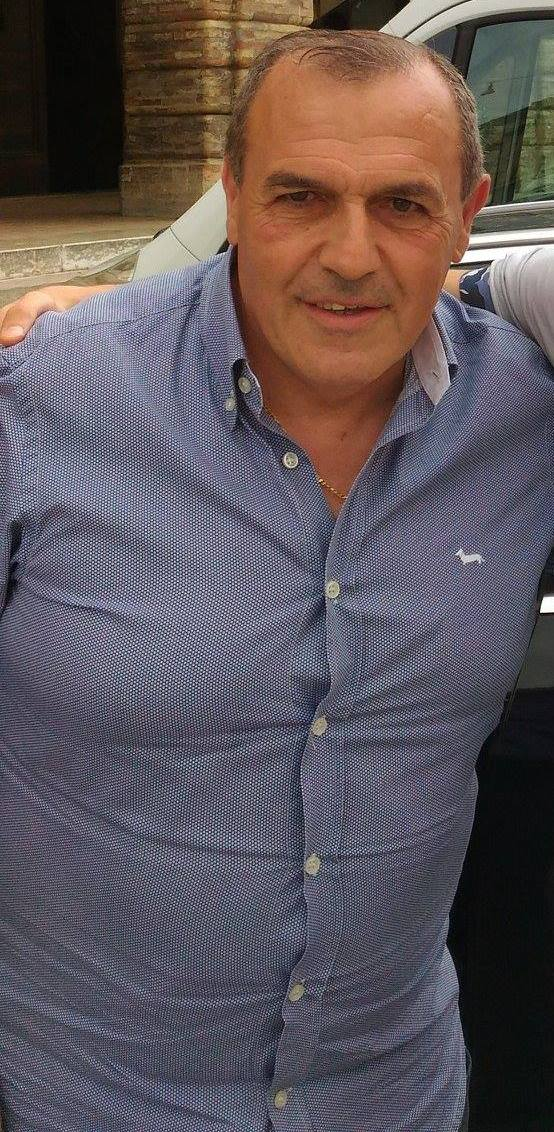
Fabrizio Castori ha guidato gli emiliani nella loro prima storica promozione in Serie A.

Alla 3ª giornata del campionato 2015-2016 di Serie A, dopo le sconfitte con la Sampdoria e Inter, il Carpi ottiene il primo punto della sua storia nella massima serie, grazie al 2-2 contro il Palermo. In questa stagione, i biancorossi sono ancora allenati da Castori, eccezion fatta per la breve parentesi di Sannino, che al debutto centra comunque la prima vittoria della formazione biancorossa. Nonostante un buon girone di ritorno, il Carpi retrocede dopo appena un anno: gli emiliani vengono condannati nelle ultime tre giornate, in cui perdono con Juventus e Lazio e vincono - inutilmente - con l'Udinese. Al quartultimo posto arriva il Palermo, che era svantaggiato rispetto ai carpigiani per la differenza-gol, ma riesce a salvarsi per un solo punto.
Tornato in Serie B, nella stagione 2016-2017 il Carpi ottiene il settimo posto e l'accesso ai play-off, resi possibili dalla sconfitta maturata dal Frosinone contro il Benevento nei minuti di recupero nella penultima giornata, che di fatto impedisce ai ciociari di andare in Serie A senza passare dai play-off. Nel primo turno degli spareggi il Carpi ha la meglio sul Cittadella, quindi trova in semifinale proprio il Frosinone. All'andata, in casa, non va oltre lo 0-0, per cui nel ritorno deve necessariamente vincere. Rimasta in nove in seguito alle espulsioni di Struna e Gagliolo, la compagine emiliana riesce incredibilmente a passare in vantaggio a pochi minuti dalla fine con un gol di Letizia su calcio di punizione e ad accedere così alla doppia finale, dove è attesa dal Benevento. Dopo il pareggio del Cabassi per 0-0, al ritorno il Carpi viene sconfitto per 1-0 al Vigorito (gol di George Puscas al 32') e resta in Serie B. La sconfitta sancisce la fine di un ciclo e porta diversi cambiamenti in seno alla squadra: Castori lascia la panchina carpigiana dopo tre stagioni, seguito pochi giorni dopo anche dal direttore sportivo Giancarlo Romairone. A sostituirli arrivano, rispettivamente, Antonio Calabro e Matteo Lauriola. Lasciano la formazione biancorossa anche i senatori Gagliolo, Letizia e Di Gaudio, e protagonisti degli ultimi anni come Lorenzo Lollo, Simone Romagnoli, il capitano Raffaele Bianco e Kevin Lasagna, capocannoniere del Carpi negli ultimi due campionati.
Il campionato di Serie B 2017-2018 è chiuso all'undicesimo posto, con una salvezza ottenuta in anticipo e le aspettative della società soddisfatte, dopo aver rivoluzionato e ringiovanito la rosa nel mercato estivo. I difensori Ligi e Pachonik si rivelano importanti innesti, così come il centrocampista Luca Verna. Fondamentali sono i gol segnati all'andata da Mbakogu e Giancarlo Malcore e al ritorno da Federico Melchiorri (in prestito semestrale dal Cagliari). Calabro e Lauriola a fine stagione non sono riconfermati; nuovo allenatore è il quarantunenne Marcello Chezzi, mentre il nuovo direttore sportivo è Stefano Stefanelli (entrambi esordienti nella categoria).

Logo del Carpi FC 1909 usato dal 2002 al 2021

La stagione 2018-2019 si rivela molto difficile per i biancorossi. Dopo tre sconfitte nelle prime tre giornate, Chezzi lascia il posto al rientrante Fabrizio Castori, il quale però non riesce a evitare la retrocessione in Serie C del Carpi, che chiude addirittura all'ultimo posto con soli 29 punti. La retrocessione matematica arriva alla penultima giornata dopo la sconfitta per 1-0 in trasferta contro il Livorno.
Il ritorno in terza serie dopo sei stagioni tra Serie A e B vede il Carpi impegnato in un difficile campionato contro le più attrezzate pretendenti alla promozione Vicenza, Padova, Feralpisalò, Südtirol, Reggiana e Modena. La guida tecnica viene affidata al ligure Giancarlo Riolfo mentre i giocatori più importanti sono il difensore Ligi, i centrocampisti Saber e Saric e le punte Vano e Biasci il quale vincerà il titolo di capocannoniere. Il Carpi nonostante le sconfitte nei derby con Reggiana, Piacenza, Modena e Imolese, riesce a produrre un calcio spettacolare e redditizio cogliendo otto vittorie consecutive e chiudendo il girone di andata in seconda posizione a 4 punti dalla capolista Vicenza. Nel mese di febbraio il Carpi è la squadra più in forma del campionato ed è reduce da due vittorie per 5-1 contro la Reggiana e per 3-0 contro il Piacenza quando il campionato è interrotto per la pandemia di COVID-19.
Dopo una lunga attesa il campionato viene terminato, l'assemblea di Lega decide di utilizzare la media punti per sancire le quattro promosse: il Carpi è la migliore quarta delle 60 partecipanti alla Serie C e avente diritto alla promozione, conferendo la vittoria al Vicenza nonostante rimanessero ancora dodici partite da disputare. Il parametro viene sovvertito con una decisione unilaterale dalla FIGC, la quale ignora quanto emerso dall'assemblea di Lega e utilizza il metodo di una media ponderata che vede il Carpi passare da migliore squadra a terza dietro a Reggiana e Bari. I play-off vedono i biancorossi pareggiare 2-2 con l'Alessandria al Cabassi e passare il turno in virtù di un miglior piazzamento nella stagione regolare, per poi essere eliminati dal Novara, vittorioso per 2-1 in terra emiliana.

### Gli anni 2020
Alla fine della stagione 2020-2021, conclusasi sul campo con il raggiungimento della salvezza, il club viene escluso dai campionati professionistici; Nella stagione 2021-2022, il nome «Carpi» e i colori sociali vengono mantenuti da una diversa società fondata ex novo, l'Unione Sportiva Dilettantistica Athletic Carpi 2021, che esordisce lo stesso anno in Serie D. A seguito del fallimento del Carpi FC 1909 e alla successiva revoca dell'affiliazione federale, nel 2022 l'Athletic Carpi provvede ad assumere la denominazione storica del vecchio club, A.C. Carpi, e ad acquisire tramite asta giudiziaria trofei e marchio della precedente società. Il Carpi, anche per la stagione 2022-2023, milita nel campionato di Serie D in virtù del piazzamento ottenuto nella precedente stagione.
Nella stagione 2023-2024, la squadra emiliana vince il girone D all'ultima giornata di campionato, tornando così in Serie C dopo tre anni. Il ritorno tra i professionisti vede il Carpi conseguire una tranquilla salvezza nel girone B di Serie C.

## Colori e simboli

### Colori
Le prime immagini disponibili negli archivi storici testimoniano l'adozione da parte della Jucunditas di una maglia di colore bianco con fregi rossi. Nel 1919, viceversa, quando questa viene rifondata con la denominazione di Carpi, il colore dei fregi, nonché di calzoncini e calzettoni, diventa nero. Tale abbinamento sopravvive sino alla stagione 1957-1958, quando calzoncini e calzettoni diventano interamente bianchi: per la stampa nazionale e locale "Bianchi" diventa sinonimo di Carpi. Nel 1969-1970 compare una striscia verticale rossa abbinata al bianco; da lì in poi il colore ufficiale sarà il biancorosso, familiare sino ai giorni nostri. La prima divisa solitamente è bianca con inserti rossi, nella seconda invece, a colori invertiti, predomina il rosso.

### Simboli ufficiali

#### Stemma

Uno dei primi loghi del Carpi apposto su una divisa degli anni 1970.

L'attuale stemma della società, in uso dal 2022, è composto da uno scudo al cui interno trovano posto due strisce rosse orizzontali sormontate dalla testa di un falco. In alto campeggia la denominazione della società A.C. Carpi.
Questo stemma sostituisce il precedente che si differenziava principalmenteper la presenza di un carpine sradicato sormontato da un falco ad ali aperte, figura presente anche nello stemma della città di Carpi, e per la presenza della denominazione Carpi FC 1909.
Per via della presenza del succitato falco, alcuni mezzi di informazione, seppur di rado, appellano i calciatori biancorossi con il soprannome di Falconi; tuttavia tale termine, pur richiamando il simbolo della squadra, non fa parte del lessico comune né dei tifosi né dei carpigiani.
Dal 1962 al 1970 è stato utilizzato uno scudo nel quale il carpine era collocato al centro e inserito in un ovale, su sfondo bianco, ai cui lati comparivano due strisce rosse; in cima all'ovale era inoltre presente la dicitura dorata A.C. CARPI, mentre al di sotto trovava posto la data di fondazione, ovvero 1909. Dal 1979 al 2000 ne è stata utilizzata una versione molto simile, eccezion fatta per delle lievi modifiche grafiche volte ad ammodernare lo stemma.

#### Inno
L'inno del Carpi si intitolava Forza Carpi ed è opera dell'orchestra "Gli amici di Carpi". Nell'aprile del 2015, in occasione della prima promozione in Serie A, esce il nuovo inno ufficiale scritto da Paolo Belli (già interprete dell'inno della Juventus), accompagnato dal coro formato dagli stessi calciatori biancorossi. L'inno è cantato dal cantautore Valerio Carboni.

## Strutture

### Stadio

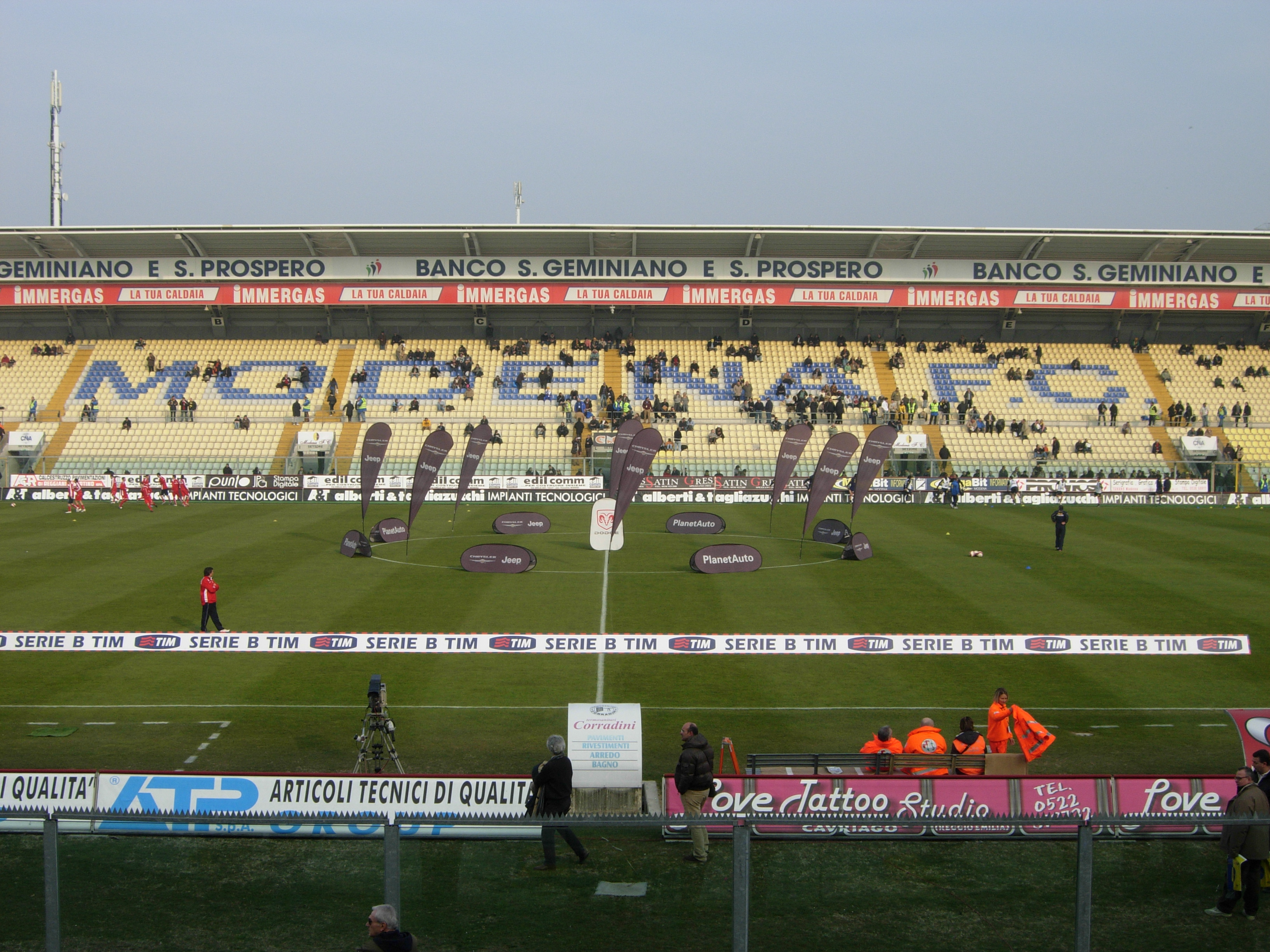
Lo stadio Alberto Braglia di Modena ha ospitato il Carpi nella stagione di esordio in Serie A.

Il primo campo da gioco sul quale il Carpi disputò le sue prime partite fu uno spiazzo situato fuori le mura di porta Mantova, utilizzato fino a quel momento come foro boario. Qui l'allora Jucunditas vi disputò amichevoli con squadre dei paesi vicini nonché due tornei della FIGC; l'impianto non era però fisso, e le tribune erano erette secondo necessità. Nel 1919, dopo la conclusione della Grande Guerra, venne ricavato il primo campo "stabile" grazie all'abbattimento delle mura cittadine, vicino alla chiesa di San Nicolò. Lì il Carpi giocò fino alla costruzione del Polisportivo.
Nel 1928 venne inaugurato l'impianto che ancora oggi ospita i match casalinghi degli emiliani; situato fuori porta Modena. Nel 1938 il Polisportivo venne denominato Mario Papotti, un caduto di parte fascista nella guerra civile spagnola, per poi cambiar definitivamente nome nel secondo dopoguerra in Sandro Cabassi, in memoria del giovane partigiano aderente al Fronte della gioventù modenese morto nel 1944. L'impianto subì le più importanti opere di restyling nella seconda metà degli anni 1930, in occasione della promozione in Serie C della squadra, e nell'estate del 2011, con il salto in Lega Pro Prima Divisione. Queste ultime ingenti opere di modifica, hanno obbligato il Carpi a trasferirsi momentaneamente allo stadio Città del Tricolore, impianto di Reggio Emilia.
Il Cabassi è stato riaperto il 27 maggio 2012 in occasione della semifinale di ritorno dei play-off tra Carpi e Sorrento. Dalla stagione 2015-2016, stante il debutto del Carpi in Serie A e l'inadeguatezza del Cabassi agli standard della massima serie, la squadra biancorossa sceglie come nuovo impianto casalingo lo stadio Alberto Braglia di Modena.
Nell'estate 2016 viene ufficializzato l'accordo tra il club e il comune emiliano che stabilisce il nuovo utilizzo del Cabassi a partire dalla stagione 2016-2017, aumentando la capienza dell'impianto con una nuova curva da circa 2 000 posti. Dopo 426 giorni, il Cabassi torna a ospitare una partita ufficiale del Carpi FC: il 15 ottobre 2016 i biancorossi vincono per 2-0 contro il Latina. Il successivo 24 dicembre, prima della partita contro il Verona, la nuova curva Ovest viene intitolata ad Alberto Bertesi e Guerrino Siligardi. Il 4 giugno 2017, in occasione dell'andata della finale play-off di Serie B contro il Benevento (0-0), il Cabassi registra il suo record di spettatori, superando di qualche centinaio i 5 175 che videro il derby emiliano contro il Modena del 15 ottobre 1989 (1-1).

## Società

### Organigramma societario
Presidenza
- Claudio Lazzaretti - Presidente
- Chiara Lazzaretti - Vicepresidente
- Andrea Lazzaretti - Vicepresidente

Direzione
- Enrico Bonzanini - Direttore generale
- Riccardo Motta - Direttore sportivo

Area tecnica prima squadra
- Cristian Serpini - Allenatore
- Mirko Magistro - Allenatore in seconda
- Giuliano Sacchi - Dirigente accompagnatore
- Maria Viola Baisi - Team Manager

### Sponsor
| Cronologia degli sponsor tecnici - fino al 1990 ... - 1990-1993 Umbro - 1993-1995 Erreà - 1995-2006 ... - 2006-2007 Gems - 2007-2009 ... - 2009-2012 Macron - 2012-2015 Sportika - 2015-2020 Givova - 2021-2022 Erreà - 2022-2023 Macron | Cronologia degli sponsor ufficiali - fino al 1990 ... - 1990-1992 Filcarpi - 1992-1993 Cassa di Risparmio di Carpi - 1993-1994 Kerakoll - 1994-1998 Filati di Ziche - 1999-2006 ... - 2006-2007 Graf & Co. - 2007-2009 ... - 2009-2012 Gaudì - 2012-2014 Blumarine - 2014-2015 Blumarine, Blusport, Cava International - 2015-2016 Azimut Holding, Gaudì - 2016-2020 Gaudì - 2020-2021 VFT - Banflower - Alpha Holding, NCS, Bricofer - 2022- Texcart |

### Settore giovanile
Il Carpi dispone di un settore giovanile composto da formazioni che disputano i campionati Pulcini Regionali, Esordienti Provinciali e Regionali, Giovanissimi Regionali e Nazionali, Allievi Nazionali e Primavera. Inoltre dispone di una scuola di formazione calcistica, chiamata Carpi Football Academy che conta più di cinquecento giovani calciatori.

## Allenatori e presidenti
Di seguito l'elenco degli allenatori e dei presidenti.
- 1909-1915 ...
- 1915-1919 Inattivo
- 1919-1923  Karl Hort
- 1923-1924  Alfredo Scacchetti e  Adolfo Fanconi
- 1924-1925  Giuseppe Forlivesi e  Luca Mariani
- 1925-1926  Alfredo Scacchetti
- 1926-1927  Luca Mariani
- 1927-1928  Alfredo Scacchetti e  Castone Setti
- 1928-1930  Alfredo Scacchetti e  József Ging
- 1930-1931  Alberto Dotti (1ª-?)
 Guglielmo Reggiani (?-26ª)
- 1931-1934  Guglielmo Reggiani
- 1934-1935  József Ging
- 1935-1936  Gino Vandelli
- 1936-1937  Antonio Moretti
- 1937-1938  Afro De Pietri
- 1938-1939  Antonio Moretti
- 1939-1940  Gastone Boni
- 1940-1941  Róbert Winkler
- 1941-1942  József Zilisy
- 1942-1943  Antonio Moretti
- 1943-1944  Arnaldo Sentimenti (1ª-?)
 Antonio Moretti (?-?)
- 1944-1945 Inattivo
- 1945-1947  Afro De Pietri
- 1947-1948  Afro De Pietri (1ª-?)
 Libero Bartoli (?-30ª)
- 1948-1951  Antonio Moretti
- 1951-1952  Alcide Ivan Violi
- 1952-1954  Antonio Moretti
- 1954-1955  Antonio Moretti (1ª-?)
 Guerino Siligardi (?-34ª)
- 1955-1956  Guerino Siligardi (1ª-?)
 Oscar Trebbi (?-34ª)
- 1956-1957  Ruggero Salar
- 1957-1958  Astro Galli
- 1958-1959  Silvano Trevisani (1ª-?)
 Giovanni Busani (?-34ª)
- 1959-1960  Antonio Moretti
- 1960-1961  Angelo Barbi
- 1961-1962  Evaristo Malavasi
- 1962-1963  Evaristo Malavasi (1ª-?)
 Oriello Lugli (?-34ª)
- 1963-1965  Ivano Corghi
- 1965-1966  Gino Giaroli (1ª-?)
 Primo Sentimenti (?-34ª)
- 1966-1969  Primo Sentimenti
- 1969-1970  Guido Roncarati
- 1970-1971  Tommaso De Pietri Tonelli (1ª-?)
 Primo Sentimenti (?-34ª)
- 1971-1972  Ivano Corghi (1ª-?)
 Oriello Lugli e  Guerino Siligardi (?-34ª)
- 1972-1974  Guerino Siligardi
- 1974-1975  Dino Binacchi (1ª-8ª)
 Evaristo Malavasi (9ª-?ª)
 Guerino Siligardi (?-34ª)
- 1975-1976  Giuliano Piovanelli (1ª-?)
 Renzo Fantazzi (?-34ª)
- 1976-1978  Giancarlo Ansaloni
- 1978-1979  Giovanni Brenna
- 1979-1980  Gianfranco Borsari (1ª-?)
 Attilio Santarelli (?-34ª)
- 1980-1981  Giancarlo Tassi
- 1981-1983  Michele Benedetto
- 1983-1984  Mario Vivani
- 1984-1985  Alberto Novelli (1ª-?)
 Roberto Viti (?-30ª)
- 1985-1986  Franco Panizza
- 1986-1987  Franco Panizza (1ª-?)
 Giancarlo Cella (?-30ª)
- 1987-1988  Franco Cresci
- 1988-1992  Ugo Tomeazzi
- 1992-1993  Giorgio Ciaschini (1ª-?)
 Domenico Fornaciari (?-34ª)
- 1993-1996  Giovanni De Biasi
- 1996-1997  Luigi De Canio
- 1997-1998  Walter De Vecchi
- 1998-1999  Luigi Sacchetti (1ª-7ª)
 Raffaello Papone (8ª)
 Gianni Balugani (9ª-34ª)
- 1999-2000  Francesco Paolo Specchia (1ª-25ª)
 Franco Cresci (26ª-34ª)
- 2000-2001  Federico Rossi (1ª-?)
 Rosario Vitolo (?-34ª)
- 2001-2002  Raffaello Papone
- 2002-2003  Raffaello Papone (1ª-?)
 Eugenio Sgarbossa (?-34ª)
- 2003-2004  Roberto Notari
- 2004-2005  Gianluca Presicci (1ª-?)
 Eugenio Sgarbossa (?-?)
 Alessandro Baiesi (?-?)
 Francesco Cristiani (?-34ª)
- 2005-2007  Roberto Notari
- 2007-2008  Roberto Notari (1ª-?)
 Enrico Zanasi (?-34ª e play-off)
- 2008-2009  Enrico Zanasi (1ª-7ª)
 Alberto Maresi (7ª-34ª)
- 2009-2010  Francesco Cristiani (1ª-6ª)
 Giancarlo D'Astoli (7ª-38ª e play-off)
- 2010-2011  Stefano Sottili
- 2011-2012  Massimiliano Maddaloni (1ª-7ª)
 Egidio Notaristefano (8ª-34ª e play-off)
- 2012-2013  Daniele Tacchini (1ª-23ª)
 Fabio Brini (24ª-34ª e play-off)
- 2013-2014  Stefano Vecchi (1ª-29ª)
 Giuseppe Pillon (30ª-42ª)
- 2014-2015  Fabrizio Castori
- 2015-2016  Fabrizio Castori (1ª-6ª)
 Giuseppe Sannino (7ª-11ª)
 Fabrizio Castori (12ª-38ª)
- 2016-2017  Fabrizio Castori
- 2017-2018  Antonio Calabro
- 2018-2019  Marcello Chezzi (1ª-3ª)
 Fabrizio Castori (4ª-38ª)
- 2019-2020  Giancarlo Riolfo
- 2020-2021  Sandro Pochesci (1ª-17ª)
 Luciano Foschi (20ª-23ª)
 Sandro Pochesci (24ª-38ª)
- 2021-2022  Massimo Bagatti (1ª-8ª)
 Claudio Gallicchio (9ª-16ª)
 Rômulo Togni (17ª-22ª)
 Massimo Bagatti (23ª-38ª e play-off)
- 2022-2023  Massimo Bagatti (1ª-19ª)
 Matteo Contini (20ª-38ª)
- 2023-2025  Cristian Serpini
- 2025-2026  Stefano Cassani

- 1909-1915 ...
- 1915-1919 Inattivo
- 1919-1922  Giuseppe Papotti e  Teotimo Vellani
- 1922-1926  Giuseppe Papotti
- 1926-1931  Ugo Calzi
- 1931-1935  Arnaldo Salvaterra
- 1935-1937  Agostino Braghiroli e  Enzo Mailli
- 1937-1938  Enrico Martini[71]
- 1938-1942  Agostino Braghiroli e  Enzo Mailli
- 1942-1943  Agostino Braghiroli
- 1943-1944  De Ferraris
- 1944-1945 Inattivo
- 1945-1946  Marino Cambi
- 1946-1947  Ercole Morselli
- 1947-1948  William Boschini
- 1948-1952  Mario Setti
- 1952-1955  Vittorio Paltrinieri
- 1955-1960  Solferino Vecchi
- 1960-1963  Remigio Baroni
- 1963-1974  Gian Pietro Bonaretti
- 1974-1980  Claudio Boni
- 1980-1981  Brenno Caffarri
- 1981-1984  Walter Righi
- 1984-1987  Enzo Mantovani
- 1987-1989  Graziano Rustichelli
- 1989-1994  Bruno Ronchi
- 1994-1998  Alfredo Saltini
- 1998-1999  Massimo Labia
- 1999-2000  Floriano Gallesi
- 2000-2001  Vincenzo Codeluppi
- 2001-2002  Salvatore Bagni
- 2002-2003  Franco Cavicchioli
- 2003-2009  Fausto Salami
- 2009-2011  Marcello Rossi
- 2011-2020  Claudio Caliumi
- 2020-2021  Matteo Mantovani
- 2021-  Claudio Lazzaretti

## Calciatori

### Capitani
- ... (1909-1915)
- Inattivo (1915-1919)
- ... (1919-1944)
- Inattivo (1944-1945)
- ... (1945-2009)
- Fabio Caselli (2009-2011)[72]
- Gabriele Cioffi (2011-2012)[73]
- Claudio Lollini (2012-nov. 2013)[74]
- Emanuele Pesoli (nov. 2013-2014)[75]
- Filippo Porcari (2014-2015)[76]
- Cristian Zaccardo (2015-2016)[77]
- Raffaele Bianco (2016-2017)[78]
- Fabrizio Poli (2017-2019)[79]
- Enrico Pezzi (2019-2020)[80]
- Minel Sabotic (2020-2021)
- Simone Aldrovandi (2021-2022)
- Alessandro Calanca (2022-)

### Contributo alle Nazionali
Nessun calciatore è stato convocato nella Nazionale italiana maggiore durante la sua militanza al Carpi. Tuttavia, alcuni calciatori hanno esordito nella Rappresentativa Under-21: Francesco Ripa, nel 1994, e Matteo Liviero, nel 2013; inoltre, lo stesso Matteo Liviero ha giocato anche nella Nazionale Under-20, esordendo sempre nel 2013. Andrea Barbi, invece, è stato convocato nel 1992 nella Nazionale Under-18, mentre Mario Pugliese nel 2015 nella Nazionale Under-19. Alfredo Bifulco, prestato dal Napoli al Carpi nell'estate del 2016, è diventato il primo giocatore biancorosso a disputare un torneo organizzato dalla FIFA durante la sua militanza in biancorosso, ovvero il Mondiale Under 20 del 2017 in Corea del Sud, concluso dall'Italia al terzo posto, in cui Bifulco ha totalizzato 3 presenze. Il difensore Alessandro Buongiorno, prestato dal Torino al Carpi nell'estate del 2018, ha invece partecipato al Mondiale Under 20 del 2019.
I calciatori stranieri ad aver giocato con le proprie nazionali durante il periodo di militanza nel Carpi sono stati gli albanesi Ledian Memushaj ed Edgar Çani, esordienti entrambi nel 2013, e gli sloveni Vid Belec e Aliajz Struna. Il difensore polacco Igor Lasicki, prestato dal Napoli nel gennaio 2017, è stato convocato dalla Polonia Under 21 per l'Europeo di categoria disputato "in casa" dal 16 al 30 giugno 2017.
Hanno fatto parte della rosa del Carpi anche Marco Materazzi e Cristian Zaccardo, rispettivamente prima e dopo essersi laureati campioni del mondo con l'Italia nel 2006.
Simone Verdi, Kevin Lasagna e Roberto Inglese hanno ricevuto la chiamata in nazionale dopo avere vestito la maglia biancorossa.

## Palmarès

### Competizioni nazionali
- Serie B: 1

2014-2015

### Competizioni interregionali
- Seconda Divisione: 1

1922-1923 (girone D, gruppo semifinale B)
- Serie C: 1

1945-1946 (girone I Alta Italia)
- Lega Pro Seconda Divisione: 1

2010-2011 (girone B)
- Serie D: 4

1963-1964 (girone C), 1973-1974 (girone D), 1977-1978 (girone D), 2023-2024 (girone D)

### Competizioni regionali
- Promozione: 1

1914-1915
- Prima Divisione: 1

1949-1950 (girone A)
- Prima Categoria: 2

1960-1961 (girone C), 1961-1962 (girone C)

### Competizioni giovanili
- Campionato Primavera 4: 1

2024-2025 (girone A)

### Altri piazzamenti
- Serie C2

Secondo posto: 1988-1989 (girone B)
- Serie D

Secondo posto: 1966-1967 (girone D), 1976-1977 (girone D), 2009-2010 (girone D)
- Campionato Interregionale

Secondo posto: 1986-1987 (girone E), 1987-1988 (girone E)
- Eccellenza

Secondo posto: 2001-2002 (girone A)
- Promozione

Secondo posto: 1913-1914
- Prima Divisione

Secondo posto: 1935-1936
- Prima Categoria

Secondo posto: 1959-1960 (girone C)
- Coppa Italia Lega Pro

Finalista: 2010-2011
- Supercoppa di Lega di Seconda Divisione

Secondo posto: 2011

## Statistiche e record

### Partecipazioni ai campionati
Nazionali
In 88 stagioni sportive a partire dall'esordio a livello nazionale nella Lega Nord nel 1922:
| Livello | Categoria                                     | Partecipazioni | Debutto   | Ultima stagione | Totale |
| ------- | --------------------------------------------- | -------------- | --------- | --------------- | ------ |
| 1º      | Serie A                                       | 1              | 2015-2016 | 2015-2016       | 1      |
| 2º      | Seconda Divisione                             | 4              | 1922-1923 | 1925-1926       | 11     |
| 2º      | Prima Divisione                               | 2              | 1926-1927 | 1927-1928       | 11     |
| 2º      | Serie B                                       | 5              | 2013-2014 | 2018-2019       | 11     |
| 3º      | Prima Divisione                               | 7              | 1928-1929 | 1934-1935       | 36     |
| 3º      | Serie C                                       | 17             | 1936-1937 | 2025-2026       | 36     |
| 3º      | Serie C1                                      | 10             | 1989-1990 | 1998-1999       | 36     |
| 3º      | Lega Pro Prima Divisione                      | 2              | 2011-2012 | 2012-2013       | 36     |
| 4º      | Promozione                                    | 2              | 1950-1951 | 1951-1952       | 30     |
| 4º      | IV Serie                                      | 5              | 1952-1953 | 1958-1959       | 30     |
| 4º      | Campionato Interregionale - Seconda Categoria | 1              | 1957-1958 | 1957-1958       | 30     |
| 4º      | Campionato Interregionale                     | 1              | 1958-1959 | 1958-1959       | 30     |
| 4º      | Serie D                                       | 16             | 1962-1963 | 2023-2024       | 30     |
| 4º      | Serie C2                                      | 4              | 1978-1979 | 1999-2000       | 30     |
| 4º      | Lega Pro Seconda Divisione                    | 1              | 2010-2011 | 2010-2011       | 30     |
| 5º      | Campionato Interregionale                     | 7              | 1981-1982 | 1987-1988       | 16     |
| 5º      | Serie D                                       | 9              | 1980-1981 | 2009-2010       | 16     |

Regionali
In 12 stagioni sportive a partire dall'esordio a livello regionale in Promozione nel 1913:
| Livello | Categoria       | Partecipazioni | Debutto   | Ultima stagione | Totale |
| ------- | --------------- | -------------- | --------- | --------------- | ------ |
| I       | Prima Categoria | 3              | 1919-1920 | 1921-1922       | 11     |
| I       | Prima Divisione | 3              | 1935-1936 | 1949-1950       | 11     |
| I       | Prima Categoria | 3              | 1959-1960 | 1961-1962       | 11     |
| I       | Eccellenza      | 2              | 2000-2001 | 2001-2002       | 11     |
| II      | Promozione      | 2              | 1913-1914 | 1914-1915       | 2      |

### Partecipazione alle coppe
| Competizione                            | Partecipazioni | Debutto   | Ultima stagione | Totale |
| --------------------------------------- | -------------- | --------- | --------------- | ------ |
| Coppa Italia                            | 18             | 1922      | 2020-2021       | 18     |
| Coppa Italia Semiprofessionisti         | 3              | 1974-1975 | 1979-1980       | 19     |
| Coppa Italia Serie C                    | 13             | 1988-1989 | 2019-2020       | 19     |
| Coppa Italia Lega Pro                   | 3              | 2010-2011 | 2012-2013       | 19     |
| Supercoppa di Lega di Seconda Divisione | 1              | 2011      | 2011            | 1      |
| Coppa Italia Serie D                    | 10             | 2002-2003 | 2022-2023       | 10     |

### Statistiche di squadra
Il Carpi, a partire dall'esordio agonistico avvenuto nel 1913, ha disputato 98 stagioni sportive, di cui 88 a carattere nazionale e 10 a carattere regionale. Ha disputato 4 campionati di massima serie (3 di Prima Divisione e 1 di Serie A) e 11 campionati di seconda serie (2 di Promozione - a carattere regionale - 4 di Seconda Divisione, 2 di Prima Divisione e 5 di Serie B). I campionati ai quali il Carpi ha preso maggiormente parte sono quelli di terzo e quarto livello, rispettivamente Serie C e Serie D, con 13 partecipazioni.
Nella sua unica stagione di Serie A (2015-2016) il Carpi ha giocato 38 partite, ottenendo 9 vittorie, 11 pareggi e 18 sconfitte. I gol segnati sono stati 37, mentre quelli subiti 57. La vittoria più larga è un 4-1 interno contro il Genoa, mentre la peggior sconfitta è l'1-5 rimediato sul campo della Roma.
In Serie B, categoria in cui annovera 5 partecipazioni, contando anche le gare di play-off la squadra ha giocato un totale di 131 partite, vincendone 56, pareggiandone 41 e perdendone 34. Le vittorie in casa sono state 27, i pareggi 25 e le sconfitte 13. I gol realizzati sono stati 153 e quelli subiti 119. La miglior vittoria è 5-0 sul campo del Pescara; le peggiori sconfitte sono invece gli 1-4 subìti in trasferta contro Cesena, Avellino e Cittadella, e tra le mura casalinghe contro la SPAL.
Gli emiliani hanno inoltre partecipato a 3 campionati di Lega Pro: 2 di Prima Divisione (2011-2013) e 1 di Seconda Divisione (2010-2011). In Prima Divisione il Carpi ha giocato 74 partite, di cui 34 vittorie, 22 pareggi e 18 sconfitte. Ha messo a segno 92 reti subendone 64. La miglior vittoria è un 4-0 casalingo ai danni del Tritium, mentre le sconfitte con maggior scarto tre 1-3 in trasferta contro Cuneo, Pro Vercelli e Trapani.
In Seconda Divisione il Carpi ha giocato 30 partite, di cui 19 vinte, 8 pareggiate e 3 perse, realizzando 45 gol e subendone 16. La miglior vittoria rimane un 5-1 sul campo del Celano.

### Statistiche individuali
Il primatista di presenze con la maglia del Carpi è Claudio Pressich con 333 partite giocate, seguito da Aurelio Dotti (290) e Simone Teocoli (275). I migliori marcatori di sempre sono invece Gianfranco Poletto e Giorgio Vernizzi, con 78 reti a testa. Dietro di loro completa il "podio" Armando Onesti (76). Il nigeriano Jerry Mbakogu, con 37 gol, è invece il miglior marcatore straniero. Claudio Pressich, Giancarlo Magnani, Lamberto Grazioli, Lorenzo Pasciuti, Antonio Di Gaudio e Fabrizio Poli sono gli unici calciatori ad aver vinto due campionati con i biancorossi emiliani. Pasciuti inoltre detiene un record per quanto riguarda il calcio italiano: è l'unico giocatore infatti ad aver siglato almeno una rete in cinque campionati diversi, dalla Serie D alla Serie A, con la stessa maglia. Nella stagione 2019-2020 due attaccanti biancorossi si sono laureati capocannonieri in due competizioni diverse: Tommaso Biasci nel girone B della Serie C con 14 gol e Michele Vano in Coppa Italia con 4 (a pari merito con l'ascolano Scamacca).
Di seguito i primatisti di presenze e reti, aggiornati al termine della stagione di Serie B 2018-2019:
| Record di presenze - 333 Claudio Pressich (1963-1975) - 290 Aurelio Dotti (1965-1975) - 275 Simone Teocoli (1999-2000, 2001-2008) - 274 Lorenzo Pasciuti (2009-2019) - 269 Giancarlo Magnani (1972-1979) - 265 Fabrizio Poli (2010-2015, 2016-2019) - 245 Raffaello Papone (1986-1993) - 239 Giuseppe Pantaleoni (1941-1943, 1945-1948) - 238 Carlo Forghieri (1938-1942, 1945-1947) - 231 Ivo Pulga (1980-1982, 1983-1984, 1994-1999) | Record di reti - 78 Gianfranco Poletto (1963-1970) - 78 Giorgio Vernizzi (1958-1965) - 76 Armando Onesti (1957-1961) - 57 Alberto Bonaretti (1938-1940, 1944-1946, 1954-1956) - 52 Enrico Gherardi (2005-2007, 2009-2010) - 52 Marco Gibertini (1975-1984) - 38 Armando Aguzzoli (1986-1992) - 38 Mauro Sberveglieri (1984-1987) - 37 Jerry Mbakogu (2013-2016, 2017-2018) - 35 Ennio Bergonzini (1933-1942) |

## Tifoseria

### Storia
Gli ultras a Carpi nascono nel 1979, in contemporanea con la partecipazione della squadra al campionato di Serie C appena conquistato. I gruppi presenti dagli anni 1970 a oggi sono: i Panthers '79, gli Ultras Carpi '88, Orgasmo Biancorosso '89, Guidati Dal Lambrusco '89, Mucchio Selvaggio '89, i Mods '92, i Wild Dogs '92, il Collettivo Avariato '93, i Fighters '09, i Quarantunozerododici '17 e gli Sconvolti '15.

### Gemellaggi e rivalità
La rivalità più sentita dagli ultras carpigiani è quella con il capoluogo Modena. Altre rivalità storiche sono con Suzzara, Mantova e Rimini. Dopo violenti incidenti accaduti nell'estate del 2014 vicino a Scandiano, nati dal lancio di pietre di supporter del Sassuolo a indirizzo di tifosi carpigiani prima di un'amichevole a Carpineti, è nata anche una rivalità con i neroverdi.
Nel tempo sono nate anche amicizie e veri e propri gemellaggi, spesso dovute alla comune rivalità con i modenesi. Tra le prime quelle con Como, Carrarese, Vicenza e Trapani. Tra le seconde quella con la SPAL, iniziata nel 1992 e poi trasformatasi in accesa rivalità nel 1999. Altre amicizie sono state strette con Chioggia Sottomarina e Fano. Nel primo anno di Serie B è nato il gemellaggio con la Virtus Entella. Storica è invece l'amicizia con la tifoseria del Bologna. Più recente è l’amicizia nata da qualche anno con i componenti del gruppo ultrà “Gate7” del Chievo.

## Organico

### Rosa 2025-2026
| N. |                   | Ruolo | Calciatore        |
| -- | ----------------- | ----- | ----------------- |
| 1  | Italia (bandiera) | P     | Matteo Sorzi      |
| 2  | Italia (bandiera) | D     | Nicolò Verza      |
| 3  | Italia (bandiera) | D     | Mattia Rigo       |
| 4  | Italia (bandiera) | D     | Davide Zagnoni    |
| 5  | Italia (bandiera) | C     | Matteo Figoli     |
| 6  | Italia (bandiera) | D     | Tommaso Panelli   |
| 7  | Italia (bandiera) | D     | Tommaso Cecotti   |
| 8  | Italia (bandiera) | C     | Precious Amayah   |
| 9  | Italia (bandiera) | A     | Erik Gerbi        |
| 10 | Italia (bandiera) | A     | Leonardo Stanzani |
| 11 | Italia (bandiera) | C     | Federico Casarini |
| 12 | Italia (bandiera) | P     | Gabriel Furghieri |
| 16 | Italia (bandiera) | D     | Rodrick Tcheuna   |

| N. |                    | Ruolo | Calciatore            |
| -- | ------------------ | ----- | --------------------- |
| 17 | Italia (bandiera)  | D     | Lorenzo Lombardi      |
| 18 | Italia (bandiera)  | A     | Youssef Mahrani       |
| 19 | Italia (bandiera)  | D     | Matteo Rossini        |
| 20 | Italia (bandiera)  | A     | Riccardo Forte        |
| 21 | Italia (bandiera)  | C     | Marco Forapani        |
| 22 | Italia (bandiera)  | P     | Alessandro Scacchetti |
| 23 | Senegal (bandiera) | A     | Abdoulaye Sall        |
| 26 | Italia (bandiera)  | C     | Mohamed Toure         |
| 29 | Italia (bandiera)  | C     | Manuel Rossetti       |
| 33 | Italia (bandiera)  | D     | Enea Pitti            |
| 70 | Italia (bandiera)  | C     | Alessio Arcopinto     |
| 72 | Italia (bandiera)  | C     | Matteo Cortesi        |
| 77 | Italia (bandiera)  | D     | Raffaele Visani       |